# Grottole
Grottole är en ort och kommun i provinsen Matera i regionen Basilicata i Italien. Kommunen hade 2 116 invånare (2017).